# سي. ويلسون (لاعب كرة قدم)
سي. ويلسون (بالإنجليزية: C. J. Wilson)‏ (و. 1987  م) هو لاعب كرة قدم أمريكية، من الولايات المتحدة، يلعب كطرف دفاعي ‏.

## روابط خارجية
- سي. ويلسون على موقع مرجع كرة القدم المحترفة.كوم (الإنجليزية)